# دریاچه پیاسینو
دریاچه پیاسینو (روسی: Пясино) یک دریاچه در سرزمین کراسنویارسک کشور روسیه است.